# 끈 (드라마)
《끈》 은 한국방송공사 2TV 특집드라마이다.

## 기획 의도
전 재산을 사회에 환원하면서 얻는 인생의 참된 의미를 그린 드라마

## 제작진
- 극본 : 이희우
- 연출 : 김수동

## 출연진
- 정혜선
- 장용
- 이효춘
- 김성환
- 연운경